# Baustert
Baustert – miejscowość i gmina położona w Niemczech, w kraju związkowym Nadrenia-Palatynat, w powiecie Eifel Bitburg-Prüm, wchodzi w skład gminy związkowej Bitburger Land. Do 30 czerwca 2014 wchodziła w skład gminy związkowej Bitburg-Land. Liczy 503 mieszkańców (2009).

## Geografia
Baustert leży w zachodnich Niemczech, przy granicy z Luksemburgiem, w górach Eifel.

## Dzielnice
Gmina dzieli się na dwie dzielnice:
- Baustertgraben
- Berghausen